# Europäische Union (Widerstandsgruppe)
Die Europäische Union (EU) war eine antifaschistische Widerstandsgruppe gegen den Nationalsozialismus, die sich um Anneliese und Georg Groscurth sowie Robert Havemann bildete. Weitere wichtige Mitglieder waren Herbert Richter und Paul Rentsch.

## Geschichte
Die in Berlin tätige Gruppe wurde am 15. Juli 1943 gegründet. Die Gründungsmitglieder Robert Havemann und Georg Groscurth entstammten der linkssozialistischen Gruppe Neu Beginnen. Die EU trat für die Wiederherstellung demokratischer Rechte und Freiheiten und ein vereinigtes, freies und sozialistisches Europa ein und versuchte durch Kontaktaufnahme mit den Widerstandsstrukturen der ausländischen Zwangsarbeiter den innerdeutschen Widerstand zu stärken. Die Gruppe versteckte Verfolgte des NS-Regimes und beschaffte diesen Ausweise, Nahrungsmittel und Informationen. Daneben standen Mitglieder der Gruppe seit 1941 mit der KPD-Widerstandsgruppe um Robert Uhrig in Kontakt, einzelne hatten auch zuvor schon Kontakte zu Widerstandskreisen der Roten Kapelle.
Im September 1943 wurden Mitglieder der Europäischen Union von der Gestapo festgenommen und in zwölf Prozessen vor dem Volksgerichtshof wurden 40 Personen angeklagt. Er sprach unter Roland Freisler 14 Todesurteile aus, zwei Personen waren bereits in der Untersuchungshaft gestorben. In der Begründung des Urteils des Volksgerichtshofs gegen die vier Hauptangeklagten (Havemann, Groscurth, Rentsch und Richter) heißt es: „Wie schamlos die Gesinnung der Angeklagten ist, ergibt sich auch daraus, daß sie geradezu systematisch illegal lebende Juden unterstützten, ja sogar mästeten; aber nicht nur das, sie verschafften ihnen sogar falsche Ausweise, die sie vor der Polizei tarnen sollten, als wären sie nicht Juden, sondern Deutsche.“ Und „Alle Angeklagten haben durch ihr Verhalten gezeigt, dass sie nicht gebildet sind. Zur Bildung gehört nämlich nicht nur Wissen und fachliches Können. Voraussetzung und Grundlage wahrer Bildung jedes Menschen ist seine Treue in der Volksgemeinschaft zu Führer und Reich. Sie sind Verräter an Volk, Führer und Reich geworden. Für immer ehrlos werden sie mit dem Tode bestraft.“ (Urteilsbegründung unterzeichnet an zweiter Stelle von Hans-Joachim Rehse, Richter am Volksgerichtshof, bis zu seinem Tod 1969 Kammergerichtsrat am Berliner Kammergericht).
Robert Havemann entging der Vollstreckung des Urteils, da seine Tätigkeit als Chemiker für die Entwicklung neuer Waffen für kriegswichtig gehalten wurde. Groscurth, Richter(-Luckian) und Rentsch wurden am 8. Mai 1944 im Zuchthaus Brandenburg-Görden hingerichtet. Weitere Mitglieder wurden vor anderen Gerichten angeklagt.
Hinterbliebenen der Opfer wurden 1949 Leistungen nach dem Gesetz zur Wiedergutmachung nationalsozialistischen Unrechts verweigert.

## Programm
„Wir stehen am Vorabend des Zusammenbruchs des europäischen Faschismus.“ Trotz härtester politischer Unterdrückung ist es dem Nazismus nicht gelungen, „die alten und ewigen freiheitlichen Ideen, die in Europa in den großen Revolutionen geboren wurden,“ auszulöschen. „Die Zukunft von morgen wird ein geeintes sozialistisches Europa sein.“
Flugblatt Nr. 35: Der künftige europäische Sozialismus bedeute nicht „Ausrottung der Bourgeoisie, Aufhebung des privaten Eigentums und Errichtung einer blutigen Diktatur dogmatischer Marxisten“, sondern die „Ausschaltung privater Interessen aus Politik und Wirtschaft“, eine „Befreiung des Individuums von wirtschaftlicher Bevormundung.“ Die von den Nationalsozialisten aus ganz Europa verschleppten Zwangsarbeiter würden zu Trägern eines revolutionären Aufstands werden und die Vereinigten Staaten von Europa gründen: „Hitlers Umsiedlungsaktionen und die Verschleppung gewaltiger Massen ausländischer Arbeiter nach Deutschland haben den Boden für eine gesamteuropäische Lösung bereitet.“ „Ohne Überwindung der nationalistischen, privat-kapitalistischen und imperialistischen Struktur des jetzigen Europa werden die Opfer und das namenlose Elend der Massen auch diesmal vergeblich sein.“

## Ehrungen 2006 und 2008
Fünf Mitglieder der Gruppe – die Eheleute Groscurth, Robert Havemann, Paul Rentsch und Herbert Richter – erhielten 2006 den Ehrentitel Gerechter unter den Völkern der israelischen Gedenkstätte Yad Vashem. Viele Mitglieder hatten schon vor 1939 damit begonnen, Juden zu verstecken und zu versorgen, um sie vor der Deportation ins Vernichtungslager zu schützen, ab 1942 halfen sie auch ausländischen Zwangsarbeitern.
Die Gemeinde Diensdorf-Radlow weihte am 15. Mai 2008 eine Gedenktafel für Paul Rentsch und Herbert Richter ein, „um der Eheleute Richter und Rentsch sowie der bei ihnen versteckten […] Jüdin Elisabeth von Scheven zu gedenken, und um an das Verbrechen zu erinnern, dessen Opfer sie wurden und welches im Frühjahr 1943 in Diensdorf mit der Verhaftung durch die Gestapo seinen Anfang nahm.“
Elisabeth von Scheven überlebte Auschwitz, wohin sie nach ihrer Verhaftung deportiert wurde, und konnte nach 1945 in die USA emigrieren.

## Weitere Mitglieder
- Weitere Angehörige der Gruppe (hingerichtet):
  - Wladimir Boisselier (* 19. September 1907 in Moskau; † 30. Oktober 1944), Elektrotechniker, Franzose
  - Walter Caro (* 23. Mai 1899; † 1944/45), in Auschwitz ermordet
  - Jean Cochon (* 29. Juli 1916 in Gensac-la-Pallue (Charente); † 30. Oktober 1944), Elektrotechniker, Franzose
  - Elli Hatschek (* 2. Juli 1901; † 8. Dezember 1944), 2. Ehefrau von Paul Hatschek
  - Krista Lavíčková (* 15. Dezember 1917; † 11. August 1944), geborene Hatschek, Tochter des Paul Hatschek, Sekretärin, in Berlin-Plötzensee hingerichtet
  - Paul Hatschek (* 11. März 1888; † 15. Mai 1944), Ingenieur, Tscheche, im Zuchthaus Brandenburg-Görden hingerichtet
  - Kurt Müller (* 2. Februar 1903 in Berlin; † 26. Juni 1944), im Zuchthaus Brandenburg-Görden hingerichtet
  - Nikolai Sawitsch Romanenko (* 1. Mai 1911; † 30. Oktober 1944), Techniker, aus der UdSSR
  - Galina Fedorowna Romanowa (* 25. Dezember 1918; † 3. November 1944), Ärztin, aus der UdSSR, in Berlin-Plötzensee hingerichtet
  - Alexander Westermayer (* 29. Oktober 1894 in Goslar; † 19. Juni 1944), gelernter Holzmechaniker, im Zuchthaus Brandenburg-Görden hingerichtet
  - Konstantin Zadkevicz (auch: Shadkewitsch, Zadkiewicz; * 3. August 1910; † 30. Oktober 1944) Chemiker, Tscheche,[6] im Zuchthaus Brandenburg-Görden hingerichtet
- Wegen Krankheit nicht hingerichtet:
  - Heinz Schlag (* 23. Oktober 1908; † 1961), Arzt
- Sonstige bekannte Mitglieder
  - Miron Broser (* 20. Dezember 1891 in Tula, Russland), Übersetzer, zu zwei Jahren Gefängnis verurteilt, von US-Truppen befreit, letzte bekannte Übersetzungen ins Deutsche 1949.
  - Oskar Fischer (1892–1955), freigesprochen
  - James Frichot (* 2. März 1918 in Boulogne (Seine)), Franzose, Elektrotechniker, freigesprochen
  - Antje Hasenclever (1909–1985).
  - Helmut Kindler (1912–2008), Journalist, Verleger, freigesprochen
  - Wilhelm Hartke (1879–1966), Altphilologe und Theologe
  - Enno Kind (1907–1972), Pressefotograf[7]
  - Elisabeth Kind
  - René Peyriguére (* 1. Juni 1917 in Paris), Chemiker, Franzose, freigesprochen
- Kontakte von Mitgliedern von anderen Gruppen zur Widerstandsgruppe „Europäische Union“
  - Charlotte Uhrig (Frau von Robert Uhrig / Uhrig-Römer-Gruppe) nach der Verhaftung ihres Mannes Anfang Januar 1942.